# Vindullus gibbosus
Vindullus gibbosus là một loài nhện trong họ Sparassidae.
Loài này thuộc chi Vindullus. Vindullus gibbosus được miêu tả năm 2008 bởi Rheims & Peter Jäger.